# Парнелл, Эвелин
Эвелин Парнелл (англ. Evelyn Parnell; 21 августа 1888 — 9 октября 1939) — американская оперная певица (сопрано)

## Биография
Родилась в 1888 году в Бостоне, штат Массачусетс, в семье Джорджа Парнелла, который был выходцем из Бристоля, Англии, Великобритании. Была родственницей ирландского националистического политического деятеля Чарльза Стюарта Парнелла. Обучалась вокалу в Нью-Йорке вместе с Мадам Мейсхейм, и в подростковом возрасте стала известна как талантливая церковная певица Бостоне.
В 1908 году в возрасте 20 лет вступила в Бостонскую оперную труппу и выступала там во время их самого первого сезона. Позже она уехала в заграницу и выступала, в частности в Милане, Павии и в Венеции. Также она гастролировала в Австралии, Ирландии, а также давала огромные туры по Соединённым штатам и в Канаде.
Скончалась 9 октября 1937 года в нью-йоркской больнице Stuyvesant Polyclinic Hospital, после проведения аппендэктомии в возрасте 51 года.